# Llama por favor
"Llama por favor" es una canción y el tecer sencillo oficial del tercer álbum de estudio Eternamente bella de la cantante y compositora mexicana de rock Alejandra Guzmán lanzado en septiembre de 1990 por la discográfica Melody Discos. La canción fue escrita por J.R. Florez y Valle. Esta canción fue una de sus primeras exitosas de su carrera y del álbum de igual manera.
Hay una versión en vivo que cantó con la banda de rock Moderatto en su álbum 20 años en el Palacio de los Deportes de la CDMX en 2011.

## Lista de canciones

### Sencillo - CD[9]
| Llama por favor — Single |                   |          |  |
| N.º                      | Título            | Duración |  |
| 1.                       | «Llama por favor» | 3:33     |  |

## Posicionamiento en listas
| Lista (1990)                     | Posición |
| -------------------------------- | -------- |
| Billboard Mexico Airplay         | 20       |
| Billboard Mexico Espanol Airplay | 7        |